# Dino Bucciol
Dino Bucciol (* 4. Februar 1970 in Vancouver) ist ein ehemaliger kanadisch-italienischer American-Football-Spieler.

## Laufbahn
Bucciols Eltern wanderten von Italien nach Kanada aus, er selbst wurde in Vancouver geboren und spielte American Football an der örtlichen Notre Dame Regional Secondary School. Auf Hochschulebene spielte der Quarterback, der auch die italienische Staatsbürgerschaft besitzt, für die Mannschaft der Simon Fraser University und wurde später in die Ruhmeshalle des Footballverbandes der Provinz British Columbia aufgenommen.
Von 1993 bis 1999 spielte Bucciol bei den Hamburg Blue Devils in Deutschland, zunächst in Doppelrolle als Quarterback und Safety. 1996 wurde er mit den Hanseaten deutscher Meister, 1996, 1997 und 1998 gewann man den Eurobowl. Der Kanadier war in Hamburg der Liebling der Anhängerschaft und trug den Spitznamen „Dino-Darling“. Zur Saison 2000 wechselte Bucciol ins Heimatland seiner Eltern und schloss sich den Bergamo Lions an, mit denen er 2000, 2001 und 2002 jeweils den Eurobowl gewann. Im Endspiel des Jahres 2000 bezwang er dabei mit Bergamo seine frühere Mannschaft aus Hamburg im Volksparkstadion.